# Kałuszyn
Kałuszyn es un pueblo de Polonia, en Mazovia.  Es la cabecera del distrito (Gmina) de Kałuszyn, perteneciente al condado (Powiat) de Mińsk. Se encuentra aproximadamente a 35 kilómetros al oeste de Siedlce, y a 50 km al este de Varsovia. Su población es de 2.905 habitantes.

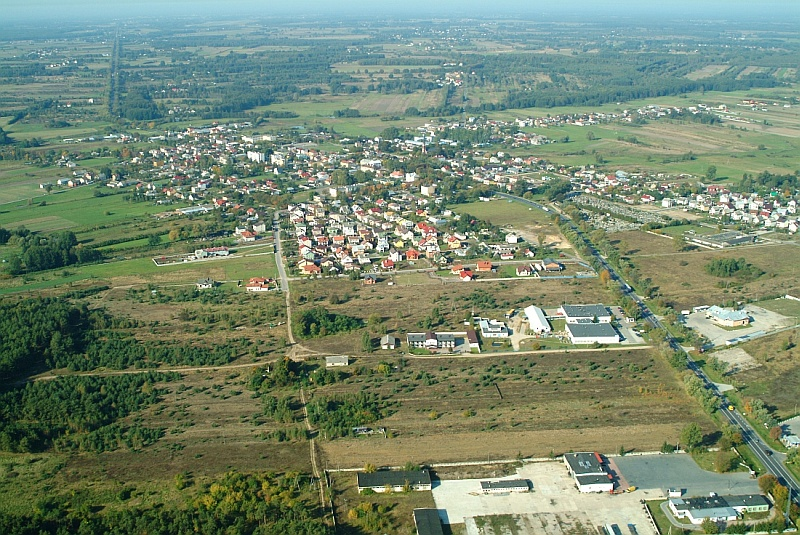
Vista aérea de Kałuszyn.